# Тасинский
Та́синский — посёлок в Гусь-Хрустальном районе Владимирской области России, входит в состав сельского поселения «Посёлок Уршельский».
Среди местных жителей закрепилось название Перхурово, в годы Советской Власти посёлок назывался Тасинский Стеклотарный.

## География
Расположен вблизи границы Владимирской и Московской областей. Находится в 26 км от районного центра Гусь-Хрустального.
Рядом с посёлком находятся болота-истоки речки Таса, правого притока реки Бужа.

## История
Ещё в начале XIX века на месте посёлка находился дом лесничего, охранявшего окружающий казённый лес.
Появление посёлка связано с организацией в 1819 году Тасовского хрустального завода в богатом для тогдашней промышленности лесом, водой и песками крае.
В 1859 году здесь было 32 двора и проживало 135 жителей.
С 1930-х по 1980-е годы основным занятием населения была работа на стекольном заводе, выпускающем продукцию для парфюмерной промышленности.

## Население
| 1978 | 1991 |
| ---- | ---- |
| 1200 | 1000 |

| 1859 | 1905 | 1926 | 2002 | 2010 | 2021 |
| ---- | ---- | ---- | ---- | ---- | ---- |
| 135  | ↗600 | ↘389 | ↗571 | ↘482 | ↘401 |

## Экономика
В посёлок подведена электроэнергия, линия проводной связи, есть магазин.
Приглашает к себе туристов «Музей Русского подворья Национального парка „Мещера“».

## Транспорт
Железнодорожный
Ближайшая остановка с пассажирским движением — Тасино линии Москва-Муром, находится в 7 км на юг по лесной дороге.
В 6 км на север от посёлка находится станция 13 км грузовой линии Черусти—Уршель.
Посёлок был соединён в настоящее время разобранной узкоколейной железной дорогой с посёлком Таси-Бор и разъездом 13 км. Часть узкоколейной железной дороги до Второго участка эксплуатировалась Тасинским стекольным заводом, а остальная торфредприятием Тасин-Бора.
Автотранспорт
Асфальтовой дорогой посёлок связан с Гусь-Хрустальным (26 км) и Уршельским (17 км).